# Salomè (Henri Regnault)
Salomè (Salomé) è un dipinto orientalista realizzato nel 1870 circa dall'artista francese Henri Regnault. L'opera fa parte delle collezioni del museo Metropolitano di New York.

## Storia
Henri Regnault aveva vinto il premio di Roma nel 1866 e si era recato nell'Urbe per studiare la pittura presso l'accademia di Francia alla Villa Medici. Qui Regnault conobbe una modella italiana che si chiamava Maria Veronica Concetta Latini e che sarebbe divenuta l'amante di un suo amico. Regnault volle dipingere un suo ritratto davanti a un fondo rosso, ma poi decise di allargare le dimensioni della tela e di cambiare il colore dello sfondo dandogli una tonalità dorata. Si pensa che l'opera sia stata conclusa a Tangeri, in Marocco, dove il pittore si era recato tramite la sua borsa di studio del premio di Roma.
Nel 1912 venne annunciato che l'opera sarebbe stata venduta a un collezionista privato statunitense, ma il barone Henri de Rothschild si oppose a questa vendita e cercò di evitare che l'opera uscisse dalla Francia. Fu tutto inutile, perché nel 1916 la tela entrò a far parte delle collezioni del museo neviorchese.

## Descrizione
(Nuova antologia di scienze, lettere ed arti, volume 24, 1873, p. 37)
Realizzata con l'olio su tela, l'opera rappresenta il personaggio biblico di Salomè. Con i capelli arruffati e i vestiti disordinati, Salomè ha appena danzato per il suocero Erode, il governatore della Giudea. Il piatto e il coltello alludono alla sua ricompensa: la testa tagliata di Giovanni il Battista. Il personaggio incarna lo stereotipo della "bella giudea", che all'epoca raffigurava le donne ebree come delle vere e proprie seduttrici. Questo dipinto segna una svolta importante nell'iconografia del personaggio, in quanto in passato ella era stata rappresentata o mentre danzava per Erode, o mentre reggeva la testa mozzata del Battista: qui non c'è nemmeno quest'ultima.
L'arte francese era stata circonfusa dall'orientalismo per tutto il XIX secolo, e Regnault aveva viaggiato anche in Spagna e nell'Africa settentrionale, spinto da questa ricerca dell'esotico. In questa tela, in un certo senso, l'Africa è evocata dal tappeto decorato e dalla pelle di leopardo sulla quale la ragazza poggia i piedi. Salomè indossa degli indumenti e dei gioielli esotici, come una gonna dorata semitrasparente, e delle ciabatte scure.

## Accoglienza
Appena qualche mese dopo il debutto sensazionale di questo quadro al Salone di Parigi del 1870, il giovane Regnault venne ucciso durante la guerra franco-prussiana. Al Salone, il suo Generale Juan Prim e la Salomè furono esposti con successo. Théophile Gautier scrisse: "Prim è tutta la Spagna, Salomè è tutto l’Oriente." Il critico René Ménard noto come l'artista non avesse usato molto il chiaroscuro.
La sua fama postuma fu tale che si sollevò un clamore quando la tela lasciò la Francia per l'America nel 1912.